# Cochliobolus microlaenae
Cochliobolus microlaenae är en svampart som beskrevs av Alcorn 1990. Cochliobolus microlaenae ingår i släktet Cochliobolus och familjen Pleosporaceae.   Inga underarter finns listade i Catalogue of Life.